# Victory Road (2020)
Pour les articles homonymes, voir Victory Road.
Victory Road (2020) est un événement de catch américain présenté par la fédération de catch Impact Wrestling, Il fait partie des événements mensuels spéciaux d'Impact diffusés sur Impact Plus, il est le onzième évènement Victory Road, il prit place le 3 octobre 2020 au Skyway Studios à Nashville dans le Tennessee.
Neuf matchs furent disputés lors de cet événement dont trois matchs de championnat. Le main-event opposa le champion du monde d'Impact Eric Young à son challenger Eddie Edwards.

## Contexte
Cet événement présente des matchs de catch professionnel scriptés, opposant les personnages de faces (gentils) au heels (méchants).

### Young vs Edwards
Le 1er septembre 2020 à Impact, Young remporta le championnat du monde d'Impact en battant Edwards. Deux semaines plus tard, il est annoncé que les deux hommes s'affronteront de nouveau pour le titre lors de Victory Road. 
Young remporta le match et fut ensuite défié par Rich Swann pour un match à Bound for Glory qui se déroulera le 14 novembre. Young avait précédemment attaqué Swann lors de Slammiversary et lors de l'épisode d'Impact post-Slammiversary dans le but de mettre fin à sa carrière.

## Résultats
| No.                                                                                            | Résultats | Stipulations                                        |
| ---------------------------------------------------------------------------------------------- | --- | --------------------------------------------------- |
| 1P                                                                                             | The Rascalz (Dez & Wentz) battent XXXL (Acey Romero et Larry D)                                                                           | Match par équipe                                    |
| 2                                                                                              | Brian Myers bat Tommy Dreamer | Match simple                                        |
| 3                                                                                              | Willie Mack bat Rohit Raju (c) par décompte à l'extérieur                                                                                 | Match simple pour le Impact X Division Championship |
| 4                                                                                              | Tenille Dashwood (avec Kaleb with a K) bat Jordynne Grace                                                                                 | Match simple                                        |
| 5                                                                                              | Heath & Rhino battent Reno Scum (Adam Thornstowe et Luster The Legend)                                                                    | Unsanctioned tag team match                         |
| 6                                                                                              | Trey bat Moose | Match simple                                        |
| 7                                                                                              | Josh Alexander (avec Ethan Page) bat Alex Shelley (avec Chris Sabin), Ace Austin (avec Madman Fulton) et Karl Anderson (avec Doc Gallows) | Four-Way match                                      |
| 8                                                                                              | Deonna Purrazzo (avec Kimber Lee) (c) bat Susie (avec Kylie Rae)                                                                          | Match simple pour le Impact Knockouts Championship  |
| 9                                                                                              | Eric Young (c) bat Eddie Edwards | Match simple pour le Impact World Championship      |
| - (c) – Fait référence aux champions - P – Indique les match s'étant déroulés dans le pré-show | |                                                     |